# Morgetshofsee
Der Morgetshofsee ist ein Toteissee in der Gemeinde Thayngen im Kanton Schaffhausen, Schweiz. Der See ist ein Naturschutzgebiet und im Bundesinventar der Amphibienlaichgebiete von nationaler Bedeutung (IANB) verzeichnet. Diesen Status erhielt der See vor allem wegen seiner Amphibienvielfalt.

## Lage
Der See liegt auf einer Höhe von 468 Metern zwischen Thayngen, Schaffhausen und Büsingen am Hochrhein.

## Geschichte
Der Morgetshofsee ist ein Toteissee. Er entstand nach der letzten Eiszeit, der Würmeiszeit vor ca. 18'000 Jahren. Die nach dem Abschmelzen des Rheingletschers übrig gebliebenen Eisreste bildeten das Becken des Sees, in dem das Wasser liegen blieb.  Toteisseen haben keinen oberirdischen Abfluss, der Wasserstand ändert sich den Niederschlagsmengen folgend. Nach ausgiebigen Regenfällen kann sich die Oberfläche erheblich vergrössern. Nach längeren Trockenperioden zieht sich der See ganz in seine angestammte Mulde zurück. Die wechselnden Wasserstandshöhen sind ein wichtiger Faktor, dass der Morgetshofsee eine solch vielfältige Tier- und Pflanzenwelt beherbergt.

## Tierwelt
Der Morgetshofsee ist ein Amphibienlaichgewässer von nationaler Bedeutung.
Bisher wurden acht verschiedene Amphibienarten bestimmt: Grasfrosch, Wasserfrosch, Springfrosch, Laubfrosch, Bergmolch, Kammmolch, Teichmolch und Erdkröte.
Der See dient einigen Wasservögeln als Brutgebiet. So leben dort Stockenten, Blässhühner, Zwergtaucher und Höckerschwäne. Nicht als Brutvogel, sondern als Amphibienjäger, tummelt sich der Graureiher am See. Im Umland brüten Neuntöter und Goldammer. Wintergäste sind Reiherenten und Tafelenten.
Ausserdem leben Kleinlibellen und Grosslibellen am See.

## Pflanzenwelt
Am See kommen unter anderem folgende Pflanzen vor: Igelkolben, Wasserknöterich, gelbe Sumpfschwertlilie, Blutweiderich, Gilbweiderich, Sumpfvergissmeinicht, Kuckuckslichtnelke, bittersüsser Nachtschatten.

## Eislaufen
In kalten Wintern wird das Eis auf dem Morgetshofsee von der Gemeinde Thayngen offiziell für das Schlittschuhlaufen freigegeben.

## Zugang
Der Morgetshofsee ist vom nahen Parkplatz an der Strasse zwischen Dörflingen und Thayngen in wenigen Minuten zu erreichen. Der See liegt am Weg einer ca. 3½-stündigen Wanderung zwischen Schaffhausen-Buchthalen und Thayngen. Der Weg führt von Buchthalen über Gennersbrunn, dem Roderichstein, zum Morgetshofsee und weiter über das UNESCO-Weltkulturerbe Pfahlbausiedlung Weier und der prähistorischen Höhle Kesslerloch nach Thayngen.